# Horpestraße 4

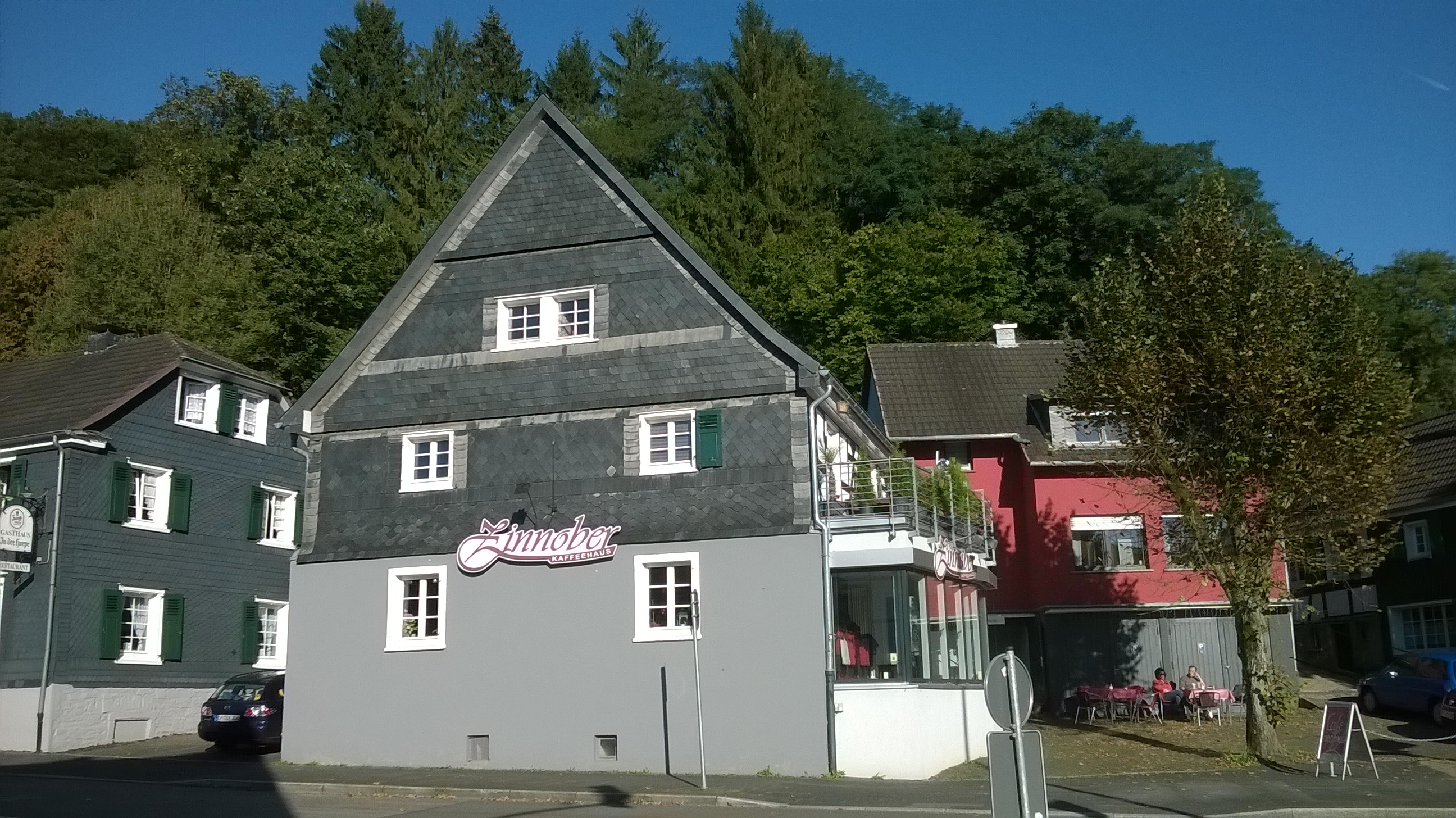
Horpestraße 4

Das Fachwerkhaus in der Horpestraße 4 im Zentrum von Engelskirchen steht unter Denkmalschutz. Es ist unter dem Namen Haus Brunsbach bekannt und beherbergt heute einen Restaurant- und Kulturbetrieb.

## Vorgeschichte
Als erster Besitzer eines Hauses an der Stelle der heutigen Horpestraße 4 taucht in Chroniken aus der Zeit des Dreißigjährigen Krieges  der Name des Ackersmanns Hermann Willmundt auf, der von etwa 1620 bis 1687 lebte.
Nach Willmunds Tod wechselte das Haus mehrfach den Besitzer, ehe es im 18. Jahrhundert der Ackersmann Johannes Remmel (1701 bis 1758) erwarb. Er war der Sohn eines im Kirchspiel Engelskirchen angesehenen wohlhabenden Grundbesitzers. Johannes Remmel erwarb weiteren Grundbesitz und wurde mit dem Amt des Schatzboten betraut. Zu dessen Aufgaben gehörte es, Steuern und Gebühren einzuziehen und diese an den Rentmeister abzuliefern.

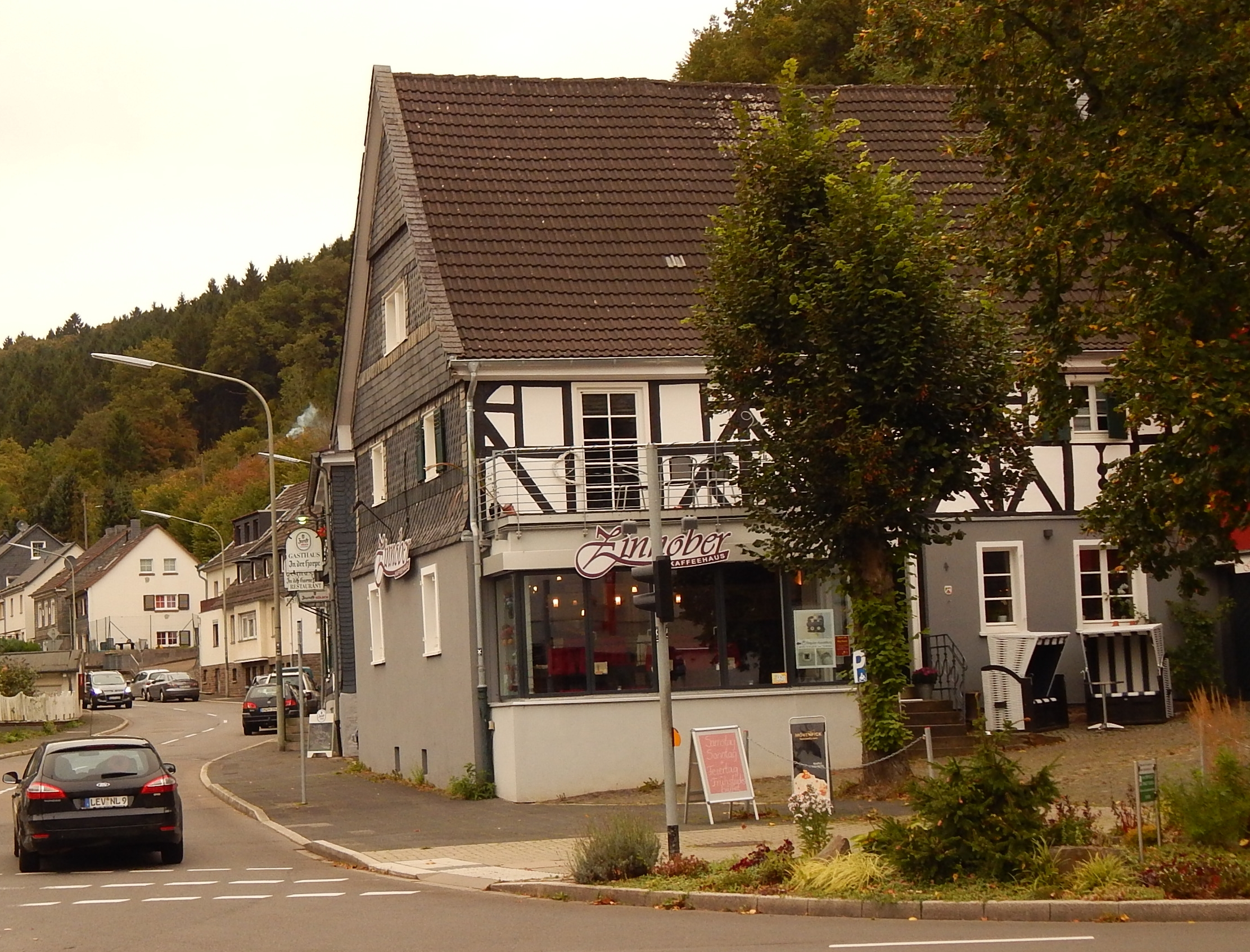

## Der Bau
Nach Remmels Tod wurde das heutige Fachwerkhaus gebaut. Ob das alte Haus abgebrannt war oder abgerissen wurde, ist nicht bekannt. Im Putz des neuen Hauses fand man die heute nicht mehr vorhandene Signatur 1761, die auf das Baujahr hindeuten könnte. Da in jener Zeit derartige Zeichen in der Regel in den hölzernen Türsturzbalken eingeschnitten wurden, kann die Zahl nicht als gesichert betrachtet werden. Die Bauweise des Hauses weist eindeutig auf die Entstehung im 18. Jahrhundert hin. Damit zählt das Haus zu den ältesten Gebäuden in Engelskirchen.

## Eigentümer
Zu den bekanntesten Besitzern des mittlerweile stattlich  ausgebauten Fachwerkhauses gehörte der Reidemeister Christian Remmel (1751 bis 1838). Er wurde einer der reichsten Bürger der Gegend. Zu seinen Ehrenämtern gehörte Holzsachverständiger und Kirchmeister – dem heutigen Kirchenrendanten vergleichbar. 1810 stieg er zum Munizipalrat von Engelskirchen auf.
Remmel beteiligte sich an vielen Firmen. 1808 ersteigerte er den Lepper-Osemunds-Hammer und verkauft die Hälfte des Betriebes  1819 gewinnbringend. 1923 ersteigert er mit einem Partner die Engelskirchener Eisenschmelzhütte. Er wird Privatbankier und betätigt sich als Geldverleiher. In wirtschaftlich schlechten Zeiten bringt er es zu einem großen Vermögen mit 140 Morgen Land, zwei Wohnhäusern und Gold.
Kurz vor seinem Tod ordnet er sein Besitztum und übereignet das Fachwerkhaus in der Horpestraße 1837 seiner jüngsten Tochter Maria Sybilla Remmel (1792–1872) und ihrem Ehemann, dem Gerbereibesitzer Peter Josef Stiefelhagen (1793 bis 1866).

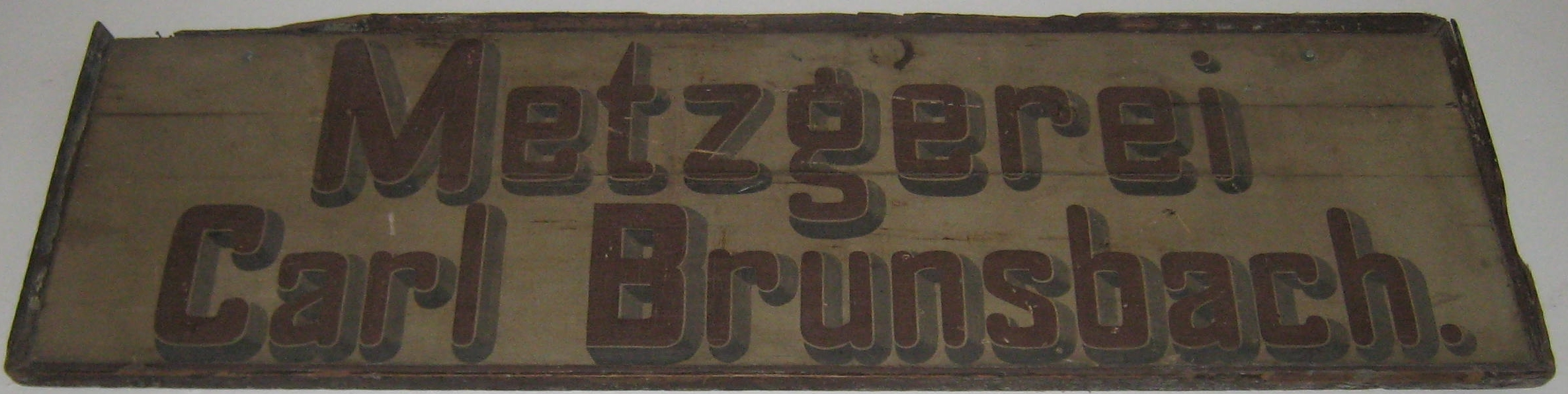
Das alte Ladenschild blieb erhalten

Stiefelhagen besaß die Hälfte der bei Engelskirchen gelegenen Knochenstampfmühle und kaufte die andere Hälfte 1864 dazu. Er war Gemeinderatsmitglied und stieg zum Gemeindevorsteher von Engelskirchen auf.
Spätere Eigentümer des Hauses in der Horpestraße wurden der  Notar Wilhelm Pütz und der Metzgermeister Karl Brunsbach.

## 20. Jahrhundert

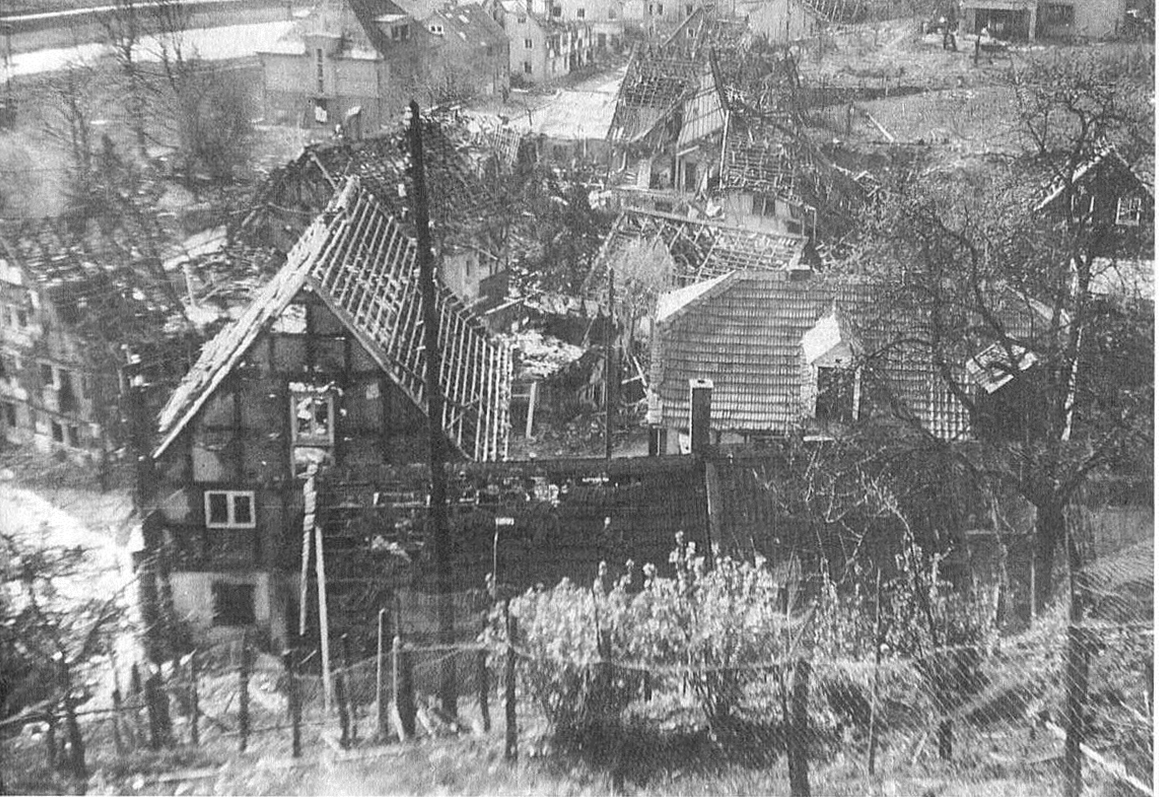
Nach der Bombardierung

Bei den großen Bombenangriffen im März 1945 auf Engelskirchen wurden viele der ältesten Fachwerkhäuser im Unterdorf Engelskirchens völlig zerstört, das Haus Horpestraße 4 überlebte stark beschädigt. Die Familie Brunsbach baute es nach alten Vorlagen wieder auf. Heute wird ein Kulturhaus mit Tapas Bar betrieben, das „Siebzehn61“ als Tribut auf das schöne alte Haus. Früher unter anderem das Café Zinnober, ein kleines Kaffeehaus mit einer Handarbeitsabteilung.